# Verrucosidin
Verrucosidin ist ein Naturstoff aus der Gruppe der Mykotoxine und wird in einigen Arten der Schimmelpilzgattung Penicillium (Pinselschimmel) gebildet.

## Vorkommen
Im Jahr 1983 wurde die Isolierung von Verrucosidin aus dem Schimmelpilz Penicillium verrucosum var. cyclopium, der mit einer beobachteten neurologischen Erkrankung bei Rindern in Zusammenhang gebracht wurde, beschrieben. Hingegen ist jüngeren Publikationen zufolge Penicillium verrucosum kein Produzent; die Bildung erfolgt vielmehr in Penicillium polonicum, der verschiedene allgegenwärtige Lebensmittel kontaminiert, sowie in P. aurantiogriseum und P. melanoconidium.

## Eigenschaften
Verrucosidin kristallisiert aus Ether in farblosen Plättchen mit einem Schmelzpunkt von 90–91 °C. Chemisch handelt es sich um ein Polyketid mit α-Pyron-Struktur. Strukturell ähnelt es dem Citreoviridin. Eine Totalsynthese ist beschrieben.
Verrucosidin wirkt als tremorgenes Nervengift. Innerhalb dieser Gruppe ist es eine besonders zytotoxische und genotoxische Verbindung. Als α-Pyron-Polyketid hemmt es die mitochondriale oxidative Phosphorylierung.